# Ispezione intima
L'ispezione intima, nell'ambito di una pratica sessuale BDSM, consiste nella simulazione di un esame fisico di tipo medico, che comprende sia un esame visivo sia un'ispezione manuale rivolta in particolare all'apparato genitale e alle zone intime in generale.
In particolare, le zone coinvolte nell'ispezione intima sono le mammelle, i genitali sia esterni sia interni, l'ano ed il retto.
Questo tipo di pratica fa parte delle cosiddette attività medical ovvero clinical, tipiche di alcune relazioni sadomaso o di dominazione-sottomissione.
Lo scopo dell'ispezione intima è, perlopiù, quello di verificare le condizioni di igiene della persona che vi viene sottoposta (ovvero verificarne la corretta depilazione intima), e di provocare in essa imbarazzo e disagio, che spesso si accompagna ad una intensa eccitazione sessuale causata dalla nudità e dalla stimolazione delle parti intime.
In alcuni casi, l'ispezione intima può essere preceduta o seguita da altre pratiche, come ad es. un clistere oppure delle punizioni giustificate, ad esempio, dalle cattive condizioni igieniche ravvisate dall'esaminatrice durante l'ispezione. La pratica è molto diffusa all'interno dei giochi di ruolo CFNM, dove ovviamente il paziente è un maschio passivo e la donna può interpretare i ruoli di una dottoressa, di un'infermiera o in subordine di un'educatrice, insegnante o perfino della mamma. Le punizioni più severe, a volte anche durissime, vengono in genere inflitte se l'educatrice che fa l'ispezione intima sente odori (a suo insindacabile giudizio) poco gradevoli durante il controllo.